# Szumin Poduchowny
Szumin Poduchowny – część wsi Szumin w Polsce, położona w województwie mazowieckim, w powiecie węgrowskim, w gminie Łochów.
Stanowi południowe zabudowania zachodniego skupiska Szumina (wschodnie skupisko stanowi Wywłóka)
W latach 1975–1998 miejscowość administracyjnie należała do województwa siedleckiego.